# Sporormiella ontariensis
Sporormiella ontariensis är en svampart som tillhör divisionen sporsäcksvampar, och som först beskrevs av Roy Franklin Cain, och fick sitt nu gällande namn av S.Iktikhar Ahmed och Roy Franklin Cain. Sporormiella ontariensis ingår i släktet Preussia, och familjen Sporormiaceae. Arten är reproducerande i Sverige.